# Liste des matchs de l'équipe du Népal de football par adversaire
Cette liste présente les matchs de l'équipe du Népal de football par adversaire rencontré. Lorsqu'une rivalité footballistique particulière existe entre l'équipe du Népal et une autre sélection nationale, une page spécifique est parfois proposée.
- Haut – A
- B
- C
- D
- E
- F
- G
- H
- I
- J
- K
- L
- M
- N
- O
- P
- Q
- R
- S
- T
- U
- V
- W
- X
- Y
- Z

| Sommaire |
| Afghanistan • Algérie • Arabie saoudite • Bangladesh • Bhoutan • Brunei • Cambodge • Chine • Corée du Nord • Corée du Sud • Émirats arabes unis • Îles Mariannes du Nord • Inde • Irak • Iran • Japon • Jordanie • Hong Kong • Kazakhstan • Kirghizistan • Koweït • Macao • Malaisie • Maldives • Oman • Pakistan • Palestine • Singapour • Sri Lanka • Syrie • Thaïlande • Timor oriental • Turkménistan • Viêt Nam • Yémen |

## A

### Afghanistan
Confrontations entre le Népal et l'Afghanistan :
| Date             | Lieu                    | Match               | Score      | Compétition                                                 |
| 18 mars 2003     | Katmandou, Népal        | Afghanistan - Népal | 0-4        | Coupe d'Asie des nations 2004 (tour préliminaire, groupe C) |
| 17 octobre 2008  | Petaling Jaya, Malaisie | Népal - Afghanistan | 2-2        | Match amical                                                |
| 9 décembre 2009  | Dacca, Bangladesh       | Népal - Afghanistan | 3-0        | Coupe d'Asie du Sud 2009 (1er tour, groupe A)               |
| 7 avril 2011     | Katmandou, Népal        | Afghanistan - Népal | 0-1        | AFC Challenge Cup 2012 (tour de qualification, groupe D)    |
| 9 décembre 2011  | New Delhi, Inde         | Afghanistan - Népal | 1-0 (a.p.) | Coupe d'Asie du Sud 2011 (1/2 finale)                       |
| 8 septembre 2013 | Katmandou, Népal        | Népal - Afghanistan | 0-1        | Championnat d'Asie du Sud 2013 (1/2 finale)                 |

Bilan
| Rang | Équipe      | Pts | J | G | N | P | Bp | Bc | Diff |
| ---- | ----------- | --- | - | - | - | - | -- | -- | ---- |
| 1    | Népal       | 10  | 6 | 3 | 1 | 2 | 10 | 4  | +6   |
| 2    | Afghanistan | 7   | 6 | 2 | 1 | 3 | 4  | 10 | -6   |

### Algérie
Confrontations entre le Népal et l'Algérie :
| Date              | Lieu                   | Match           | Score | Compétition  |
| 22 septembre 1983 | Kuala Lumpur, Malaisie | Algérie - Népal | 2 - 0 | Match amical |

Bilan
| Rang | Équipe  | Pts | J | G | N | P | Bp | Bc | Diff |
| ---- | ------- | --- | - | - | - | - | -- | -- | ---- |
| 1    | Algérie | 3   | 1 | 1 | 0 | 0 | 2  | 0  | +2   |
| 2    | Népal   | 0   | 1 | 0 | 0 | 1 | 0  | 2  | -2   |

### Arabie saoudite
Confrontations entre le Népal et l'Arabie saoudite :
| Date            | Lieu                    | Match                   | Score | Compétition                                                 |
| 19 octobre 1984 | Jeddah, Arabie saoudite | Arabie saoudite - Népal | 7-0   | Coupe d'Asie des nations 1984 (tour préliminaire, groupe 2) |

Bilan
| Rang | Équipe          | Pts | J | G | N | P | Bp | Bc | Diff |
| ---- | --------------- | --- | - | - | - | - | -- | -- | ---- |
| 1    | Arabie saoudite | 3   | 1 | 1 | 0 | 0 | 7  | 0  | +7   |
| 2    | Népal           | 0   | 1 | 0 | 0 | 1 | 0  | 7  | -7   |

## B

### Bangladesh
Confrontations entre le Népal et le Bangladesh :
| Date              | Lieu                | Match              | Score | Compétition                                              |
| 16 février 1982   | Karachi, Pakistan   | Népal - Bangladesh | 1-1   | Quaid E Azam Cup (tournoi amical)                        |
| 22 septembre 1983 | Seremban, Malaisie  | Népal - Bangladesh | 0-1   | Merdeka Tournament 1983, Groupe 1 (tournoi amical)       |
| 21 septembre 1984 | Katmandou, Népal    | Népal - Bangladesh | 0-5   | Jeux d'Asie du Sud de 1984                               |
| 23 septembre 1984 | Katmandou, Népal    | Népal - Bangladesh | 4-2   | Jeux d'Asie du Sud de 1984 (finale)                      |
| 26 septembre 1986 | Séoul, Corée du Sud | Népal - Bangladesh | 0-1   | Jeux asiatiques de 1986 (1er tour, groupe D)             |
| 4 décembre 1986   | Inconnu             | Népal - Bangladesh | 1-0   | Match amical                                             |
| 21 novembre 1987  | Calcutta, Inde      | Népal - Bangladesh | 1-0   | Jeux d'Asie du Sud de 1987 (1er tour, groupe B)          |
| 28 décembre 1991  | Colombo, Sri Lanka  | Népal - Bangladesh | 0-2   | Jeux d'Asie du Sud de 1991 (match pour la 3e place)      |
| 22 décembre 1993  | Dacca, Bangladesh   | Bangladesh - Népal | 0-1   | Jeux d'Asie du Sud de 1993 (1er tour, groupe A)          |
| 27 mars 1995      | Colombo, Sri Lanka  | Bangladesh - Népal | 2-0   | Coupe d'Asie du Sud 1995 (1er tour, groupe A)            |
| 23 décembre 1995  | Madras, Inde        | Bangladesh - Népal | 2-1   | Jeux d'Asie du Sud de 1995 (1er tour, groupe B)          |
| 29 avril 1999     | Margao, Inde        | Bangladesh - Népal | 2-1   | Coupe d'Asie du Sud 1999 (1/2 finale)                    |
| 4 octobre 1999    | Katmandou, Népal    | Népal - Bangladesh | 0-1   | Jeux d'Asie du Sud de 1999 (finale)                      |
| 11 janvier 2003   | Dacca, Bangladesh   | Bangladesh - Népal | 1-0   | Coupe d'Asie du Sud 2003 (1er tour, groupe B)            |
| 10 décembre 2005  | Karachi, Pakistan   | Bangladesh - Népal | 2-0   | Coupe d'Asie du Sud 2005 (1er tour, groupe B)            |
| 4 décembre 2011   | New Delhi, Inde     | Népal - Bangladesh | 1-0   | SAFF Championship 2011 (1er tour, groupe B)              |
| 20 septembre 2012 | Katmandou, Népal    | Népal - Bangladesh | 1-1   | Match amical                                             |
| 4 mars 2013       | Katmandou, Népal    | Bangladesh - Népal | 2-0   | AFC Challenge Cup 2014 (tour de qualification, groupe D) |
| 31 août 2013      | Katmandou, Népal    | Népal - Bangladesh | 2-0   | Coupe d'Asie du Sud 2013 (1er tour, groupe A)            |
| 17 décembre 2015  | Dacca, Bangladesh   | Bangladesh - Népal | 1-0   | Match amical                                             |
| 15 janvier 2016   | Dacca, Bangladesh   | Bangladesh - Népal | 0-0   | Match amical                                             |

Bilan
| Rang | Équipe     | Pts | J  | G  | N | P  | Bp | Bc | Diff |
| ---- | ---------- | --- | -- | -- | - | -- | -- | -- | ---- |
| 1    | Bangladesh | 39  | 21 | 12 | 3 | 6  | 26 | 14 | +12  |
| 2    | Népal      | 21  | 21 | 6  | 3 | 12 | 14 | 26 | -12  |

### Bhoutan

#### Confrontations
Confrontations entre le Népal et le Bhoutan :
|    | Date              | Lieu       | Match           | Score | Compétition                                                  |
| -- | ----------------- | ---------- | --------------- | ----- | ------------------------------------------------------------ |
| 1  | 20 septembre 1984 | Katmandou  | Népal - Bhoutan | 5-0   | Jeux sud-asiatiques de 1984                                  |
| 2  | 22 décembre 1985  | Dacca      | Népal - Bhoutan | 1-0   | Jeux sud-asiatiques de 1985 (gr. B)                          |
| 3  | 23 novembre 1987  | Calcutta   | Népal - Bhoutan | 6-2   | Jeux sud-asiatiques de 1987 (gr. B)                          |
| 4  | 26 septembre 1999 | Katmandou  | Népal - Bhoutan | 7-0   | Jeux sud-asiatiques de 1999 (gr. B)                          |
| 5  | 12 février 2000   | Koweït     | Népal - Bhoutan | 3-0   | Tour préliminaire à la Coupe d'Asie des nations 2000 (gr. 5) |
| 6  | 13 janvier 2003   | Dacca      | Népal - Bhoutan | 2-0   | Coupe d'Asie du Sud de football 2003 (gr. B)                 |
| 7  | 12 décembre 2005  | Karachi    | Népal - Bhoutan | 3-1   | Coupe d'Asie du Sud de football 2005 (gr. B)                 |
| 8  | 2 avril 2006      | Chittagong | Népal - Bhoutan | 2-0   | AFC Challenge Cup 2006 (gr. B)                               |
| 9  | 29 novembre 2009  | Calcutta   | Népal - Bhoutan | 2-1   | Match amical                                                 |
| 10 | 17 mars 2011      | Pokhara    | Népal - Bhoutan | 1-0   | Match amical                                                 |
| 11 | 19 mars 2011      | Pokhara    | Népal - Bhoutan | 2-1   | Match amical                                                 |
| 12 | 6 septembre 2018  | Dacca      | Népal - Bhoutan | 4-0   | Championnat d'Asie du Sud de football 2018 (gr. A)           |
| 13 | 28 mars 2023      | Katmandou  | Népal - Bhoutan | 1-1   | Match amical                                                 |

#### Bilan
Au 31 mars 2019 :
- Total de matchs disputés : 12
- Victoires du Népal : 12
- Match nul : 0
- Victoires du Bhoutan : 0
- Total de buts marqués par le Népal : 38
- Total de buts marqués par le Bhoutan : 5

### Birmanie
Confrontations entre le Népal et la Birmanie :
| Date             | Lieu            | Match            | Score | Compétition                                  |
| 26 novembre 1982 | New Delhi, Inde | Birmanie - Népal | 3-0   | Jeux asiatiques de 1982 (1er tour, groupe B) |
| 31 juillet 2008  | Hyderabad, Inde | Birmanie - Népal | 3-0   | AFC Challenge Cup 2008 (1er tour, groupe B)  |

Bilan
| Rang | Équipe   | Pts | J | G | N | P | Bp | Bc | Diff |
| ---- | -------- | --- | - | - | - | - | -- | -- | ---- |
| 1    | Birmanie | 6   | 2 | 2 | 0 | 0 | 6  | 0  | +6   |
| 2    | Népal    | 0   | 2 | 0 | 0 | 2 | 0  | 6  | -6   |

### Brunei

#### Confrontations
Confrontations entre Brunei et le Népal :
|   | Date            | Lieu       | Match          | Score | Compétition                     |
| - | --------------- | ---------- | -------------- | ----- | ------------------------------- |
| 1 | 4 avril 2006    | Chittagong | Népal - Brunei | 1-2   | AFC Challenge Cup 2006 (gr. B)  |
| 2 | 8 novembre 2016 | Kuching    | Népal - Brunei | 3-0   | AFC Solidarity Cup 2016 (gr. A) |

#### Bilan
Au 1er avril 2019 :
- Total de matchs disputés : 2
- Victoires de Brunei : 1
- Match nul : 0
- Victoires du Népal : 1
- Total de buts marqués par Brunei : 2
- Total de buts marqués par le Népal : 4

## C

### Cambodge
Confrontations entre le Népal et le Cambodge :
| Date        | Lieu                 | Match            | Score | Compétition                                              |
| 26 mai 2008 | Phnom Penh, Cambodge | Cambodge - Népal | 0-1   | AFC Challenge Cup 2008 (tour de qualification, groupe D) |

Bilan
| Rang | Équipe | Pts | J | G | N | P | Bp | Bc | Diff |
| ---- | ------ | --- | - | - | - | - | -- | -- | ---- |
| 1    | Népal  | 3   | 1 | 1 | 0 | 0 | 1  | 0  | +1   |
| 2    | Macao  | 0   | 1 | 0 | 0 | 1 | 0  | 1  | -1   |

### Chine
Confrontations entre le Népal et la Chine :
| Date            | Lieu         | Match         | Score | Compétition  |
| 13 octobre 1972 | Pékin, Chine | Chine - Népal | 6-2   | Match amical |

Bilan
| Rang | Équipe | Pts | J | G | N | P | Bp | Bc | Diff |
| ---- | ------ | --- | - | - | - | - | -- | -- | ---- |
| 1    | Chine  | 3   | 1 | 1 | 0 | 0 | 6  | 2  | +4   |
| 2    | Népal  | 0   | 1 | 0 | 0 | 1 | 2  | 6  | -4   |

### Corée du Nord
Confrontations entre le Népal et la Corée du Nord :
| Date         | Lieu             | Match                 | Score | Compétition                                                 |
| 28 mai 1988  | Katmandou, Népal | Népal - Corée du Nord | 0-1   | Coupe d'Asie des nations 1988 (tour préliminaire, groupe 3) |
| 2 août 2008  | Hyderabad, Inde  | Népal - Corée du Nord | 0-1   | AFC Challenge Cup 2008 (1er tour, groupe B)                 |
| 9 avril 2011 | Katmandou, Népal | Népal - Corée du Nord | 0-1   | AFC Challenge Cup 2012 (tour de qualification, groupe D)    |

Bilan
| Rang | Équipe        | Pts | J | G | N | P | Bp | Bc | Diff |
| ---- | ------------- | --- | - | - | - | - | -- | -- | ---- |
| 1    | Corée du Nord | 9   | 3 | 3 | 0 | 0 | 3  | 0  | +3   |
| 2    | Népal         | 0   | 3 | 0 | 0 | 3 | 0  | 3  | -3   |

### Corée du Sud
Confrontations entre le Népal et la Corée du Sud :
| Date              | Lieu                  | Match                | Score | Compétition                                                                   |
| 2 mars 1985       | Katmandou, Népal      | Népal - Corée du Sud | 0-2   | Qualifications pour la Coupe du monde de 1986 (zone Asie, groupe 1)           |
| 6 avril 1985      | Séoul, Corée du Sud   | Corée du Sud - Népal | 4-0   | Qualifications pour la Coupe du monde de 1986 (zone Asie, groupe 1)           |
| 25 mai 1989       | Séoul, Corée du Sud   | Corée du Sud - Népal | 9-0   | Qualifications pour la Coupe du monde de 1990 (zone Asie, 1er tour, groupe 4) |
| 3 juin 1989       | Séoul, Corée du Sud   | Corée du Sud - Népal | 4-0   | Qualifications pour la Coupe du monde de 1990 (zone Asie, 1er tour, groupe 4) |
| 1er octobre 1994  | Hiroshima, Japon      | Corée du Sud - Népal | 11-0  | Jeux asiatiques de 1994 (1er tour, groupe C)                                  |
| 29 septembre 2003 | Incheon, Corée du Sud | Corée du Sud - Népal | 16-0  | Coupe d'Asie des nations 2004 (tour de qualification, groupe E)               |
| 24 octobre 2003   | Mascate, Oman         | Corée du Sud - Népal | 7-0   | Coupe d'Asie des nations 2004 (tour de qualification, groupe E)               |

Bilan
| Rang | Équipe       | Pts | J | G | N | P | Bp | Bc | Diff |
| ---- | ------------ | --- | - | - | - | - | -- | -- | ---- |
| 1    | Corée du Sud | 21  | 7 | 7 | 0 | 0 | 53 | 0  | +53  |
| 2    | Népal        | 0   | 7 | 0 | 0 | 7 | 0  | 53 | -53  |

## E

### Émirats arabes unis
Confrontations entre le Népal et les Émirats arabes unis :
| Date            | Lieu                    | Match                       | Score | Compétition                                                 |
| 26 octobre 1984 | Jeddah, Arabie saoudite | Émirats arabes unis - Népal | 11-0  | Coupe d'Asie des nations 1984 (tour préliminaire, groupe 2) |

Bilan
| Rang | Équipe              | Pts | J | G | N | P | Bp | Bc | Diff |
| ---- | ------------------- | --- | - | - | - | - | -- | -- | ---- |
| 1    | Émirats arabes unis | 3   | 1 | 1 | 0 | 0 | 11 | 0  | +11  |
| 2    | Népal               | 0   | 1 | 0 | 0 | 1 | 0  | 11 | -11  |

## I

### Îles Mariannes du Nord
Confrontations entre le Népal et les Îles Mariannes du Nord :
| Date        | Lieu             | Match                          | Score | Compétition                                              |
| 2 mars 2013 | Katmandou, Népal | Népal - Îles Mariannes du Nord | 6-0   | AFC Challenge Cup 2014 (tour de qualification, groupe D) |

Bilan
| Rang | Équipe                 | Pts | J | G | N | P | Bp | Bc | Diff |
| ---- | ---------------------- | --- | - | - | - | - | -- | -- | ---- |
| 1    | Népal                  | 3   | 1 | 1 | 0 | 0 | 6  | 0  | +6   |
| 2    | Îles Mariannes du Nord | 0   | 1 | 0 | 0 | 1 | 0  | 6  | -6   |

### Inde
Confrontations entre le Népal et l'Inde :
| Date                   | Lieu                    | Match        | Score           | Compétition                                   |
| 20 et 21 décembre 1985 | Dhaka, Bangladesh       | Inde - Népal | 2-0             | Jeux d'Asie du Sud de 1985                    |
| 26 novembre 1987       | Calcutta, Inde          | Inde - Népal | 1-0             | Jeux d'Asie du Sud de 1987                    |
| 26 octobre 1989        | Islamabad, Pakistan     | Inde - Népal | 2-1             | Jeux d'Asie du Sud de 1989                    |
| 21 juillet 1993        | Lahore, Pakistan        | Inde - Népal | 1-0             | Coupe d'Asie du Sud 1993                      |
| 26 décembre 1993       | Dacca Bangladesh        | Népal - Inde | 2-2 (tab : 4-3) | Jeux d'Asie du Sud de 1993                    |
| 25 décembre 1995       | Madras, Inde            | Inde - Népal | 3-0             | Jeux d'Asie du Sud de 1995                    |
| 5 décembre 1998        | Bangkok, Thaïlande      | Inde - Népal | 1-0             | Jeux asiatiques de 1998 (1er tour, groupe C)  |
| 30 septembre 1999      | Katmandou, Népal        | Népal - Inde | 0-4             | Jeux d'Asie du Sud de 1999                    |
| 8 décembre 2005        | Karachi, Pakistan       | Inde - Népal | 2-1             | Coupe d'Asie du Sud 2005 (1er tour, groupe B) |
| 3 juin 2008            | Malé, Maldives          | Inde - Népal | 4-0             | Coupe d'Asie du Sud 2008 (1er tour, groupe A) |
| 28 août 2012           | New Delhi, Inde         | Inde - Népal | 0-0             | Nehru Cup 2012 (tournoi amical)               |
| 5 septembre 2013       | Katmandou, Népal        | Népal - Inde | 2-1             | Coupe d'Asie du Sud 2013 (1er tour, groupe A) |
| 19 novembre 2013       | Siliguri, Inde          | Inde - Népal | 2-0             | Match amical                                  |
| 12 mars 2015           | Guwahati Inde           | Inde - Népal | 2-0             | Qualifications pour la Coupe du Monde 2018    |
| 17 mars 2015           | Katmandou Népal         | Népal - Inde | 0-0             | Qualifications pour la Coupe du Monde 2018    |
| 31 août 2015           | Pune Inde               | Inde - Népal | 0-0             | Match amical                                  |
| 27 décembre 2015       | Thiruvananthapuram Inde | Inde - Népal | 4-1             | Coupe d'Asie du Sud 2015 (1er tour, groupe A) |
| 6 juin 2017            | Bombay Inde             | Inde - Népal | 2-0             | Match amical                                  |

Bilan
| Rang | Équipe | Pts | J  | G  | N | P  | Bp | Bc | Diff |
| ---- | ------ | --- | -- | -- | - | -- | -- | -- | ---- |
| 1    | Inde   | 43  | 18 | 13 | 4 | 1  | 33 | 7  | +26  |
| 2    | Népal  | 7   | 18 | 1  | 4 | 13 | 7  | 33 | -26  |

### Irak
Confrontations entre le Népal et l'Irak :
| Date             | Lieu               | Match        | Score | Compétition                                                                            |
| 23 novembre 1982 | New Delhi, Inde    | Irak - Népal | 3-0   | Jeux asiatiques de 1982 (1er tour, groupe B)                                           |
| 14 avril 2001    | Bagdad, Irak       | Népal - Irak | 1-9   | Qualifications pour la Coupe du monde de football 2002 (zone Asie, 1er tour, groupe 6) |
| 23 avril 2001    | Almaty, Kazakhstan | Irak - Népal | 4-2   | Qualifications pour la Coupe du monde de football 2002 (zone Asie, 1er tour, groupe 6) |

Bilan
| Rang | Équipe | Pts | J | G | N | P | Bp | Bc | Diff |
| ---- | ------ | --- | - | - | - | - | -- | -- | ---- |
| 1    | Irak   | 9   | 3 | 3 | 0 | 0 | 16 | 3  | +13  |
| 2    | Népal  | 0   | 3 | 0 | 0 | 3 | 3  | 16 | -13  |

### Iran
Confrontations entre le Népal et l'Iran :
| Date              | Lieu                | Match        | Score | Compétition                                                 |
| 28 septembre 1986 | Séoul, Corée du Sud | Iran - Népal | 6-0   | Jeux asiatiques de 1986 (1er tour, groupe D)                |
| 4 juin 1988       | Katmandou, Népal    | Iran - Népal | 3-0   | Coupe d'Asie des nations 1988 (tour préliminaire, groupe 3) |
| 10 juin 1996      | Téhéran, Iran       | Iran - Népal | 8-0   | Coupe d'Asie des nations 1996 (tour préliminaire, groupe 5) |
| 19 juin 1996      | Mascate, Oman       | Népal - Iran | 0-4   | Coupe d'Asie des nations 1996 (tour préliminaire, groupe 5) |

Bilan
| Rang | Équipe | Pts | J | G | N | P | Bp | Bc | Diff |
| ---- | ------ | --- | - | - | - | - | -- | -- | ---- |
| 1    | Iran   | 12  | 4 | 4 | 0 | 0 | 21 | 0  | +21  |
| 2    | Népal  | 0   | 4 | 0 | 0 | 4 | 0  | 21 | -21  |

## J

### Japon
Confrontations entre le Népal et le Japon :
| Date              | Lieu                  | Match         | Score | Compétition                                                                            |
| 20 septembre 1986 | Daejeon, Corée du Sud | Népal - Japon | 0-5   | Jeux asiatiques de 1986 (1er tour, groupe D)                                           |
| 27 mars 1997      | Mascate, Oman         | Népal - Japon | 0-6   | Qualifications pour la Coupe du monde de football 1998 (zone Asie, 1er tour, groupe 4) |
| 25 juin 1997      | Tokyo, Japon          | Japon - Népal | 3-0   | Qualifications pour la Coupe du monde de football 1998 (zone Asie, 1er tour, groupe 4) |
| 1er décembre 1998 | Bangkok, Thaïlande    | Népal - Japon | 0-5   | Jeux asiatiques de 198 (1er tour, groupe C)                                            |

Bilan
| Rang | Équipe | Pts | J | G | N | P | Bp | Bc | Diff |
| ---- | ------ | --- | - | - | - | - | -- | -- | ---- |
| 1    | Japon  | 12  | 4 | 4 | 0 | 0 | 19 | 0  | +19  |
| 2    | Népal  | 0   | 4 | 0 | 0 | 4 | 0  | 19 | -19  |

### Jordanie
Confrontations entre le Népal et la Jordanie :
| Date            | Lieu             | Match            | Score | Compétition                                                        |
| 23 juillet 2011 | Amman, Jordanie  | Jordanie - Népal | 9-0   | Qualifications pour la Coupe du monde de 2014 (zone Asie, 2e tour) |
| 28 juillet 2011 | Katmandou, Népal | Népal - Jordanie | 1-1   | Qualifications pour la Coupe du monde de 2014 (zone Asie, 2e tour) |

Bilan
| Rang | Équipe   | Pts | J | G | N | P | Bp | Bc | Diff |
| ---- | -------- | --- | - | - | - | - | -- | -- | ---- |
| 1    | Jordanie | 4   | 2 | 1 | 1 | 0 | 10 | 1  | +9   |
| 2    | Népal    | 1   | 2 | 0 | 1 | 1 | 1  | 10 | -9   |

## H

### Hong Kong
Confrontations entre le Népal et Hong Kong :
| Date        | Lieu             | Match             | Score | Compétition                                                 |
| 25 mai 1988 | Katmandou, Népal | Népal - Hong Kong | 0-0   | Coupe d'Asie des nations 1988 (tour préliminaire, groupe 3) |

Bilan
| Rang | Équipe    | Pts | J | G | N | P | Bp | Bc | Diff |
| ---- | --------- | --- | - | - | - | - | -- | -- | ---- |
| 1    | Népal     | 1   | 1 | 0 | 1 | 0 | 0  | 0  | 0    |
| 2    | Hong Kong | 1   | 1 | 0 | 1 | 0 | 0  | 0  | 0    |

## K

### Kazakhstan
Confrontations entre le Népal et le Kazakhstan :
| Date          | Lieu               | Match              | Score | Compétition                                                                            |
| 12 avril 2001 | Bagdad, Irak       | Népal - Kazakhstan | 0-6   | Qualifications pour la Coupe du monde de football 2002 (zone Asie, 1er tour, groupe 6) |
| 21 avril 2001 | Almaty, Kazakhstan | Kazakhstan - Népal | 4-0   | Qualifications pour la Coupe du monde de football 2002 (zone Asie, 1er tour, groupe 6) |

Bilan
| Rang | Équipe     | Pts | J | G | N | P | Bp | Bc | Diff |
| ---- | ---------- | --- | - | - | - | - | -- | -- | ---- |
| 1    | Kazakhstan | 6   | 2 | 2 | 0 | 0 | 10 | 0  | +10  |
| 2    | Népal      | 0   | 2 | 0 | 0 | 2 | 0  | 10 | -10  |

### Kirghizistan

#### Confrontations
Confrontations entre le Népal et le Kirghizistan :
|   | Date         | Lieu      | Match                | Score | Compétition                                                  |
| - | ------------ | --------- | -------------------- | ----- | ------------------------------------------------------------ |
| 1 | 20 mars 2003 | Katmandou | Népal - Kirghizistan | 0-2   | Tour préliminaire à la Coupe d'Asie des nations 2004 (gr. C) |
| 2 | 28 mars 2009 | Katmandou | Népal - Kirghizistan | 1-1   | AFC Challenge Cup 2010 (qualification - gr. C)               |

#### Bilan
Au 3 avril 2019 :
- Total de matchs disputés : 2
- Victoires du Népal : 0
- Matchs nuls : 1
- Victoires du Kirghizistan : 1
- Total de buts marqués par le Népal : 1
- Total de buts marqués par le Kirghizistan : 3

### Koweït
Confrontations entre le Népal et le Koweït :
| Date              | Lieu                | Match          | Score | Compétition                                                 |
| 21 novembre 1982  | New Delhi, Inde     | Koweït - Népal | 3-1   | Jeux asiatiques de 1982 (1er tour, groupe B)                |
| 22 septembre 1986 | Séoul, Corée du Sud | Népal - Koweït | 0-5   | Jeux asiatiques de 1986 (1er tour, groupe D)                |
| 3 octobre 1994    | Hiroshima, Japon    | Koweït - Népal | 8-0   | Jeux asiatiques de 1994 (1er tour, groupe C)                |
| 18 février 2000   | Koweït City, Koweït | Koweït - Népal | 5-0   | Coupe d'Asie des nations 2000 (tour préliminaire, groupe 5) |

Bilan
| Rang | Équipe | Pts | J | G | N | P | Bp | Bc | Diff |
| ---- | ------ | --- | - | - | - | - | -- | -- | ---- |
| 1    | Koweït | 12  | 4 | 4 | 0 | 0 | 21 | 1  | +20  |
| 2    | Népal  | 0   | 4 | 0 | 0 | 4 | 1  | 21 | -20  |

## M

### Macao
Confrontations entre le Népal et Macao :
| Date             | Lieu                 | Match         | Score | Compétition                                                                   |
| 23 mars 1997     | Mascate, Oman        | Népal - Macao | 1-1   | Qualifications pour la Coupe du monde de 1998 (zone Asie, 1er tour, groupe 4) |
| 28 juin 1997     | Tokyo, Japon         | Macao - Népal | 2-1   | Qualifications pour la Coupe du monde de 1998 (zone Asie, 1er tour, groupe 4) |
| 16 avril 2001    | Bagdad, Irak         | Népal - Macao | 4-1   | Qualifications pour la Coupe du monde de 2002 (zone Asie, 1er tour, groupe 6) |
| 25 avril 2001    | Almaty, Kazakhstan   | Macao - Népal | 1-6   | Qualifications pour la Coupe du monde de 2002 (zone Asie, 1er tour, groupe 6) |
| 24 mai 2008      | Phnom Penh, Cambodge | Népal - Macao | 3-2   | AFC Challenge Cup 2008 (tour de qualification, groupe D)                      |
| 15 novembre 2016 | Kuching, Malaisie    | Népal - Macao | 1-0   | AFC Solidarity Cup 2016 (finale)                                              |

Bilan
| Rang | Équipe | Pts | J | G | N | P | Bp | Bc | Diff |
| ---- | ------ | --- | - | - | - | - | -- | -- | ---- |
| 1    | Népal  | 13  | 6 | 4 | 1 | 1 | 16 | 7  | +9   |
| 2    | Macao  | 4   | 6 | 1 | 1 | 4 | 7  | 16 | -9   |

### Malaisie
Confrontations entre le Népal et la Malaisie :
| Date              | Lieu                    | Match            | Score | Compétition                                                                   |
| 19 septembre 1983 | Kota Bharu, Malaisie    | Malaisie - Népal | 7-0   | 1er tour (groupe 1) de la Merdeka Tournament (tournoi amical)                 |
| 16 mars 1985      | Katmandou, Népal        | Népal - Malaisie | 0-0   | Qualifications pour la Coupe du monde de 1986 (zone Asie, groupe 1)           |
| 31 mars 1985      | Kuala Lumpur, Malaisie  | Malaisie - Népal | 2-0   | Qualifications pour la Coupe du monde de 1986 (zone Asie, groupe 1)           |
| 23 mai 1989       | Séoul, Corée du Sud     | Malaisie - Népal | 2-0   | Qualifications pour la Coupe du monde de 1990 (zone Asie, 1er tour, groupe 4) |
| 7 juin 1989       | Singapour, Singapour    | Malaisie - Népal | 3-0   | Qualifications pour la Coupe du monde de 1990 (zone Asie, 1er tour, groupe 4) |
| 15 octobre 2008   | Petaling Jaya, Malaisie | Malaisie - Népal | 4-0   | 1er tour (groupe A) de la Merdeka Tournament (tournoi amical)                 |

Bilan
| Rang | Équipe   | Pts | J | G | N | P | Bp | Bc | Diff |
| ---- | -------- | --- | - | - | - | - | -- | -- | ---- |
| 1    | Malaisie | 16  | 6 | 5 | 1 | 0 | 18 | 0  | +18  |
| 2    | Népal    | 1   | 6 | 0 | 1 | 5 | 0  | 18 | -18  |

### Maldives

#### Confrontations
Confrontations entre les Maldives et le Népal :
|    | Date              | Lieu      | Match            | Score | Compétition                                       |
| -- | ----------------- | --------- | ---------------- | ----- | ------------------------------------------------- |
| 1  | 18 septembre 1984 | Katmandou | Népal - Maldives | 4-0   | Jeux sud-asiatiques de 1984                       |
| 2  | 20 octobre 1989   | Islamabad | Maldives - Népal | 0-0   | Jeux sud-asiatiques de 1989 (gr. B)               |
| 3  | 24 décembre 1991  | Colombo   | Maldives - Népal | 1-0   | Jeux sud-asiatiques de 1991 (gr. B)               |
| 4  | 24 décembre 1993  | Dacca     | Népal - Maldives | 0-0   | Jeux sud-asiatiques de 1993 (gr. A)               |
| 5  | 19 décembre 1995  | Madras    | Népal - Maldives | 1-0   | Jeux sud-asiatiques de 1995 (gr. B)               |
| 6  | 27 avril 1999     | Margao    | Maldives - Népal | 3-2   | Coupe d'Asie du Sud 1999 (gr. B)                  |
| 7  | 1er mai 1999      | Margao    | Maldives - Népal | 2-0   | Coupe d'Asie du Sud 1999 (match pour la 3e place) |
| 8  | 2 octobre 1999    | Katmandou | Népal - Maldives | 2-1   | Jeux sud-asiatiques de 1999 (demi-finale)         |
| 9  | 15 janvier 2003   | Dacca     | Népal - Maldives | 2-3   | Coupe d'Asie du Sud 2003 (gr. B)                  |
| 10 | 5 juin 2008       | Malé      | Maldives - Népal | 4-1   | Coupe d'Asie du Sud 2008 (gr. A)                  |
| 11 | 5 décembre 2009   | Dacca     | Maldives - Népal | 1-1   | Coupe d'Asie du Sud 2009 (gr. A)                  |
| 12 | 2 décembre 2011   | Delhi     | Maldives - Népal | 1-1   | Championnat d'Asie du Sud 2011 (gr. B)            |
| 13 | 10 mars 2012      | Katmandou | Népal - Maldives | 0-1   | AFC Challenge Cup 2012 (gr. A)                    |
| 14 | 23 août 2012      | Delhi     | Maldives - Népal | 2-1   | Coupe Nehru 2012 (1er tour)                       |
| 15 | 12 septembre 2018 | Dacca     | Maldives - Népal | 3-0   | Championnat d'Asie du Sud 2018 (demi-finale)      |

#### Bilan
Au 6 avril 2019 :
- Total de matchs disputés : 15
- Victoires des Maldives : 8
- Matchs nuls : 4
- Victoires du Népal : 3
- Total de buts marqués par les Maldives : 22
- Total de buts marqués par le Népal : 15

## O

### Oman
Confrontations entre le Népal et Oman :
| Date              | Lieu                    | Match        | Score | Compétition                                                                   |
| 21 février 1982   | Karachi, Pakistan       | Oman - Népal | 1-0   | Quaid E Azam Cup (tournoi amical)                                             |
| 28 octobre 1984   | Jeddah, Arabie saoudite | Oman - Népal | 8-0   | Coupe d'Asie des nations 1984 (tour préliminaire, groupe 2)                   |
| 9 octobre 1994    | Hiroshima, Japon        | Oman - Népal | 1-0   | Jeux asiatiques de 1994 (1er tour, groupe C)                                  |
| 12 juin 1996      | Téhéran, Iran           | Népal - Oman | 0-7   | Coupe d'Asie des nations 1996 (tour préliminaire, groupe 5)                   |
| 17 juin 1996      | Mascate, Oman           | Oman - Népal | 2-1   | Coupe d'Asie des nations 1996 (tour préliminaire, groupe 5)                   |
| 25 mars 1997      | Mascate, Oman           | Oman - Népal | 1-0   | Qualifications pour la Coupe du monde de 1998 (zone Asie, 1er tour, groupe 4) |
| 22 juin 1997      | Tokyo, Japon            | Népal - Oman | 0-6   | Qualifications pour la Coupe du monde de 1998 (zone Asie, 1er tour, groupe 4) |
| 25 septembre 2003 | Incheon, Corée du Sud   | Népal - Oman | 0-7   | Coupe d'Asie des nations 2004 (tour de qualification, groupe E)               |
| 19 octobre 2003   | Mascate, Oman           | Népal - Oman | 0-6   | Coupe d'Asie des nations 2004 (tour de qualification, groupe E)               |
| 8 octobre 2007    | Mascate, Oman           | Oman - Népal | 2-0   | Qualifications pour la Coupe du monde de 2010 (zone Asie, 1er tour)           |
| 28 octobre 2007   | Katmandou, Népal        | Népal - Oman | 0-2   | Qualifications pour la Coupe du monde de 2010 (zone Asie, 1er tour)           |

Bilan
| Rang | Équipe | Pts | J  | G  | N | P  | Bp | Bc | Diff |
| ---- | ------ | --- | -- | -- | - | -- | -- | -- | ---- |
| 1    | Oman   | 33  | 11 | 11 | 0 | 0  | 43 | 1  | +42  |
| 2    | Népal  | 0   | 11 | 0  | 0 | 11 | 1  | 43 | -42  |

## P

### Pakistan
Confrontations entre le Népal et le Pakistan :
| Date             | Lieu               | Match            | Score | Compétition                                   |
| 1er février 1982 | Karachi, Pakistan  | Pakistan - Népal | 2-0   | Match amical                                  |
| 16 juillet 1993  | Lahore, Pakistan   | Népal - Pakistan | 1-1   | Coupe d'Asie du Sud 1993                      |
| 29 mars 1995     | Colombo, Sri Lanka | Népal - Pakistan | 2-0   | Coupe d'Asie du Sud 1995 (1er tour, groupe A) |
| 4 septembre 1997 | Katmandou, Népal   | Pakistan - Népal | 2-0   | Coupe d'Asie du Sud 1997 (1er tour, groupe A) |
| 6 décembre 2011  | New Delhi, Inde    | Pakistan - Népal | 1-1   | Coupe d'Asie du Sud 2011 (1er tour, groupe B) |
| 6 février 2013   | Katmandou, Népal   | Népal - Pakistan | 0-1   | Match amical                                  |
| 9 février 2013   | Katmandou, Népal   | Népal - Pakistan | 0-1   | Match amical                                  |
| 3 septembre 2013 | Katmandou, Népal   | Népal - Pakistan | 1-1   | Coupe d'Asie du Sud 2013 (1er tour, groupe A) |

Bilan
| Rang | Équipe   | Pts | J | G | N | P | Bp | Bc | Diff |
| ---- | -------- | --- | - | - | - | - | -- | -- | ---- |
| 1    | Pakistan | 15  | 8 | 4 | 3 | 1 | 9  | 5  | +4   |
| 2    | Népal    | 6   | 8 | 1 | 3 | 4 | 5  | 9  | -4   |

### Palestine
Confrontations entre le Népal et la Palestine :
| Date         | Lieu             | Match             | Score | Compétition                                              |
| 26 mars 2009 | Katmandou, Népal | Népal - Palestine | 0-0   | AFC Challenge Cup 2010 (tour de qualification, groupe C) |
| 8 mars 2012  | Katmandou, Népal | Népal - Palestine | 0-2   | AFC Challenge Cup 2012 (1er tour, groupe A)              |
| 6 mars 2013  | Katmandou, Népal | Népal - Palestine | 0-0   | AFC Challenge Cup 2014 (tour de qualification, groupe D) |

Bilan
| Rang | Équipe    | Pts | J | G | N | P | Bp | Bc | Diff |
| ---- | --------- | --- | - | - | - | - | -- | -- | ---- |
| 1    | Palestine | 5   | 3 | 1 | 2 | 0 | 2  | 0  | +2   |
| 2    | Népal     | 2   | 3 | 0 | 2 | 1 | 0  | 2  | -2   |

## S

### Singapour
Confrontations entre le Népal et Singapour :
| Date        | Lieu                 | Match             | Score | Compétition                                                                   |
| 5 mai 1982  | Bangkok, Thaïlande   | Singapour - Népal | 2-0   | King's Cup 1982 (1er tour, groupe A)                                          |
| 27 mai 1989 | Séoul, Corée du Sud  | Singapour - Népal | 3-0   | Qualifications pour la Coupe du monde de 1990 (zone Asie, 1er tour, groupe 4) |
| 5 juin 1989 | Singapour, Singapour | Singapour - Népal | 7-0   | Qualifications pour la Coupe du monde de 1990 (zone Asie, 1er tour, groupe 4) |

Bilan
| Rang | Équipe    | Pts | J | G | N | P | Bp | Bc | Diff |
| ---- | --------- | --- | - | - | - | - | -- | -- | ---- |
| 1    | Singapour | 9   | 3 | 3 | 0 | 0 | 12 | 0  | +12  |
| 2    | Népal     | 0   | 3 | 0 | 0 | 3 | 0  | 12 | -12  |

### Sri Lanka
Confrontations entre le Népal et le Sri Lanka :
| Date             | Lieu                     | Match             | Score                | Compétition                                                 |
| 22 octobre 1984  | Jeddah, Arabie saoudite  | Sri Lanka - Népal | 4-0                  | Coupe d'Asie des nations 1984 (tour préliminaire, groupe 2) |
| 27 avril 1986    | Islamabad, Pakistan      | Népal - Sri Lanka | 2-2                  | Match amical                                                |
| 22 décembre 1991 | Colombo, Sri Lanka       | Sri Lanka - Népal | 2-2                  | Jeux d'Asie du Sud de 1991 (1er tour, groupe B)             |
| 19 juillet 1993  | Lahore, Pakistan         | Sri Lanka - Népal | 0-0                  | Coupe d'Asie du Sud 1993                                    |
| 31 mars 1995     | Colombo, Sri Lanka       | Sri Lanka - Népal | 2-1 (a.p.)           | Coupe d'Asie du Sud 1995 (1/2 finale)                       |
| 27 décembre 1995 | Madras, Inde             | Sri Lanka - Népal | 0-0 (tab : 5-3)      | Jeux d'Asie du Sud de 1995 (match pour la 3e place)         |
| 14 juin 1996     | Téhéran, Iran            | Sri Lanka - Népal | 3-1                  | Coupe d'Asie des nations 1996 (tour préliminaire, groupe 5) |
| 21 juin 1996     | Mascate, Oman            | Népal - Sri Lanka | 0-2                  | Coupe d'Asie des nations 1996 (tour préliminaire, groupe 5) |
| 8 septembre 1997 | Katmandou, Népal         | Sri Lanka - Népal | 3-1                  | Coupe d'Asie du Sud 1997 (1er tour, groupe A)               |
| 25 avril 1999    | Margao, Inde             | Népal - Sri Lanka | 3-2                  | Coupe d'Asie du Sud 1999 (1er tour, groupe B)               |
| 6 avril 2006     | Chittagong, Bangladesh   | Sri Lanka - Népal | 1-1                  | AFC Challenge Cup 2006 (1er tour, groupe B)                 |
| 12 avril 2006    | Chittagong, Bangladesh   | Sri Lanka - Népal | 1-1 (5-3 aux t.a.b.) | AFC Challenge Cup 2006 (1/2 finale)                         |
| 4 août 2008      | Hyderabad, Inde          | Népal - Sri Lanka | 3-0                  | AFC Challenge Cup 2008 (1er tour, groupe B)                 |
| 11 avril 2011    | Katmandou, Népal         | Népal - Sri Lanka | 0-0                  | AFC Challenge Cup 2012 (tour de qualification, groupe D)    |
| 23 décembre 2015 | Thiruvananthapuram, Inde | Népal - Sri Lanka | 0-1                  | Coupe d'Asie du Sud 2015 (1er tour, groupe A)               |
| 13 janvier 2016  | Dacca, Bangladesh        | Népal - Sri Lanka | 1-0                  | Match amical                                                |

Bilan
| Rang | Équipe    | Pts | J  | G | N | P | Bp | Bc | Diff |
| ---- | --------- | --- | -- | - | - | - | -- | -- | ---- |
| 1    | Sri Lanka | 25  | 16 | 6 | 7 | 3 | 23 | 16 | +7   |
| 2    | Népal     | 16  | 16 | 3 | 7 | 6 | 16 | 23 | -7   |

### Syrie
Confrontations entre le Népal et la Syrie :
| Date          | Lieu             | Match         | Score | Compétition                                                 |
| 1er juin 1988 | Katmandou, Népal | Syrie - Népal | 3-0   | Coupe d'Asie des nations 1988 (tour préliminaire, groupe 3) |

Bilan
| Rang | Équipe | Pts | J | G | N | P | Bp | Bc | Diff |
| ---- | ------ | --- | - | - | - | - | -- | -- | ---- |
| 1    | Syrie  | 3   | 1 | 1 | 0 | 0 | 3  | 0  | +3   |
| 2    | Népal  | 0   | 1 | 0 | 0 | 1 | 0  | 3  | -3   |

## T

### Thaïlande
Confrontations entre le Népal et la Thaïlande :
| Date             | Lieu               | Match             | Score | Compétition                          |
| 11 avril 1982    | Katmandou, Népal   | Népal - Thaïlande | 1-0   | Match amical                         |
| 1er mai 1982     | Bangkok, Thaïlande | Thaïlande - Népal | 3-1   | King's Cup 1982 (1er tour, groupe A) |
| 27 novembre 1998 | Bangkok, Thaïlande | Thaïlande - Népal | 2-0   | Match amical                         |
| 20 mai 2008      | Bangkok, Thaïlande | Thaïlande - Népal | 7-0   | Match amical                         |

Bilan
| Rang | Équipe    | Pts | J | G | N | P | Bp | Bc | Diff |
| ---- | --------- | --- | - | - | - | - | -- | -- | ---- |
| 1    | Thaïlande | 9   | 4 | 3 | 0 | 1 | 12 | 2  | +10  |
| 2    | Népal     | 3   | 4 | 1 | 0 | 3 | 2  | 12 | -10  |

### Timor oriental
Confrontations entre le Népal et le Timor oriental :
| Date            | Lieu              | Match                  | Score | Compétition                                                         |
| 29 juin 2011    | Katmandou, Népal  | Népal - Timor oriental | 2-1   | Qualifications pour la Coupe du monde de 2014 (zone Asie, 1er tour) |
| 2 juillet 2011  | Katmandou, Népal  | Timor oriental - Népal | 0-5   | Qualifications pour la Coupe du monde de 2014 (zone Asie, 1er tour) |
| 5 novembre 2016 | Kuching, Malaisie | Timor oriental - Népal | 0-0   | AFC Solidarity Cup 2016 (1er tour, groupe A)                        |

Bilan
| Rang | Équipe         | Pts | J | G | N | P | Bp | Bc | Diff |
| ---- | -------------- | --- | - | - | - | - | -- | -- | ---- |
| 1    | Népal          | 7   | 3 | 2 | 1 | 0 | 7  | 1  | +6   |
| 2    | Timor oriental | 1   | 3 | 0 | 1 | 2 | 1  | 7  | -6   |

### Turkménistan
Confrontations entre le Népal et le Turkménistan :
| Date            | Lieu                | Match                | Score | Compétition                                                 |
| 14 février 2000 | Koweït City, Koweït | Turkménistan - Népal | 5-0   | Coupe d'Asie des nations 2000 (tour préliminaire, groupe 5) |
| 12 mars 2012    | Katmandou, Népal    | Népal - Turkménistan | 0-3   | AFC Challenge Cup 2012 (1er tour, groupe A)                 |

Bilan
| Rang | Équipe       | Pts | J | G | N | P | Bp | Bc | Diff |
| ---- | ------------ | --- | - | - | - | - | -- | -- | ---- |
| 1    | Turkménistan | 6   | 2 | 2 | 0 | 0 | 8  | 0  | +8   |
| 2    | Népal        | 0   | 2 | 0 | 0 | 2 | 0  | 8  | -8   |

## V

### Viêt Nam
Confrontations entre le Népal et le Viêt Nam :
| Date              | Lieu                  | Match            | Score | Compétition                                                     |
| 27 septembre 2003 | Incheon, Corée du Sud | Viêt Nam - Népal | 5-0   | Coupe d'Asie des nations 2004 (tour de qualification, groupe E) |
| 21 octobre 2003   | Mascate, Oman         | Népal - Viêt Nam | 0-2   | Coupe d'Asie des nations 2004 (tour de qualification, groupe E) |

Bilan
| Rang | Équipe   | Pts | J | G | N | P | Bp | Bc | Diff |
| ---- | -------- | --- | - | - | - | - | -- | -- | ---- |
| 1    | Viêt Nam | 6   | 2 | 2 | 0 | 0 | 7  | 0  | +7   |
| 2    | Népal    | 0   | 2 | 0 | 0 | 2 | 0  | 7  | -7   |

## Y

### Yémen
Confrontations entre le Népal et le Yémen :
| Date            | Lieu                | Match         | Score | Compétition                                                 |
| 10 février 2000 | Koweït City, Koweït | Népal - Yémen | 0-3   | Coupe d'Asie des nations 2000 (tour préliminaire, groupe 5) |
| 25 mars 2014    | Doha, Qatar         | Yémen - Népal | 2-0   | Match amical                                                |
| 13 juin 2017    | Katmandou, Népal    | Népal - Yémen | 0-0   | 3e tour qualificatif pour la Coupe d'Asie 2019 (Groupe F)   |

Bilan
| Rang | Équipe | Pts | J | G | N | P | Bp | Bc | Diff |
| ---- | ------ | --- | - | - | - | - | -- | -- | ---- |
| 1    | Yémen  | 7   | 3 | 2 | 1 | 0 | 5  | 0  | +5   |
| 2    | Népal  | 1   | 3 | 0 | 1 | 2 | 0  | 5  | -5   |